# Faustball-Weltpokal
Der Faustball-Weltcup wurde von der International Fistball Association (IFA, Internationale Faustball-Vereinigung) erstmals 1975, annähernd regelmäßig seit 1986 für Männer und von 1997 für Frauen bis zum Jahr 2017 durchgeführt. 2018 wurde der Wettbewerb von den IFA Faustball World Tour Finals abgelöst.

## Teilnahmeberechtigung
Teilnahmeberechtigt sind je Kontinent eine Mannschaft der Mitgliedsverbände, bei Kontinenten mit Kontinentalmeisterschaften die jeweiligen Sieger der höchsten Cup-Wettbewerbe des Vorjahres der Vereinsmannschaften der Frauen bzw. Männer.

## Faustball-Weltcup der Männer
| #   | Jahr | Ort           | Gold                    | Silber                  | Bronze                        |
| --- | ---- | ------------- | ----------------------- | ----------------------- | ----------------------------- |
|     | 1975 | Linz          | SG Novo Hamburgo        | ASKÖ Linz-Waldegg       |                               |
|     | 1977 | Novo Hamburgo | TSV Pfungstadt          | SG Novo Hamburgo        |                               |
|     | 1979 | Pfungstadt    | TSV Pfungstadt          | SG Novo Hamburgo        |                               |
| 1.  | 1986 | Porto Alegre  | TSV Bayer 04 Leverkusen | Sogipa Porto Alegre     |                               |
| 2.  | 1988 | Porto Alegre  | Sogipa Porto Alegre     | TSV Hagen 1860          |                               |
| 3.  | 1989 | Porto Alegre  | Sogipa Porto Alegre     | TV Eibach 03 Nürnberg   |                               |
| 4.  | 1990 | Hagen         | TSV Hagen 1860          | Sogipa Porto Alegre     |                               |
| 5.  | 1992 | Rosario       | Wacker Burghausen       | C.C.A.A. Rosario        |                               |
| 6.  | 1994 | Porto Alegre  | TSV Hagen 1860          | Sogipa Porto Alegre     |                               |
| 7.  | 1995 | Porto Alegre  | Sogipa Porto Alegre     | STV Full-Reuenthal      |                               |
| 8.  | 1996 | Porto Alegre  | Sogipa Porto Alegre     | TH Hannover             |                               |
| 9.  | 1997 | Hannover      | TH Hannover             | Sogipa Porto Alegre     |                               |
| 10. | 1998 | Porto Alegre  | Sogipa Porto Alegre     | TH Hannover             | SK Windhoek                   |
| 11. | 1999 | Neusiedl      | Sogipa Porto Alegre     | TV Neusiedl/Zaya        | SK Windhoek                   |
| 12. | 2000 | Windhoek      | Sogipa Porto Alegre     | ASKÖ Linz-Urfahr        | SK Windhoek                   |
| 13. | 2001 | Novo Hamburgo | Novo Hamburgo           | TSV Hagen 1860          | SK Windhoek                   |
| 14. | 2002 | Windhoek      | TSV Hagen 1860          | Novo Hamburgo           | SK Windhoek                   |
| 15. | 2003 | Linz          | FBC ASKÖ Linz-Urfahr    | Sogipa Porto Alegre     |                               |
| 16. | 2004 | Porto Alegre  | FBC ASKÖ Linz-Urfahr    | Sogipa Porto Alegre     |                               |
| 17. | 2005 | Windhoek      | Sogipa Porto Alegre     | FBC ASKÖ Linz-Urfahr    | SK Windhoek                   |
| 18. | 2006 | Freistadt     | Sogipa Porto Alegre     | Union Schick Freistadt  |                               |
| 19. | 2007 | Porto Alegre  | Sogipa Porto Alegre     | FG Grieskirchen/Pötting |                               |
| 20. | 2008 | Grieskirchen  | FG Grieskirchen/Pötting | Sogipa Porto Alegre     |                               |
| 21. | 2009 | Porto Alegre  | Sogipa Porto Alegre     | Faustball Widnau        |                               |
| 22. | 2010 | Windhoek      | Novo Hamburgo           | FBC ASKÖ Linz-Urfahr    | SK Windhoek                   |
| 23. | 2011 | Freistadt     | Union Schick Freistadt  | C.C.A.A. Rosario        |                               |
| 24. | 2012 | Novo Hamburgo | Novo Hamburgo           | Union Schick Freistadt  |                               |
| 25. | 2013 | Windhoek      | Novo Hamburgo           | TSV Pfungstadt          | SK Windhoek                   |
| 26. | 2014 | Pfungstadt    | TSV Pfungstadt          | Clube Duque de Caxis    | SK Windhoek                   |
| 27. | 2015 | Porto Alegre  | Faustball Widnau        | Sogipa Porto Alegre     |                               |
| 28. | 2016 | Kapstadt      | TSV Pfungstadt          | Cloube Merces           | South Melbourne Fistball Club |
| 29. | 2017 | Curitiba      | Sogipa Porto Alegre     | TSV Pfungstadt          |                               |

### Gesamtmedaillenspiegel der Männer
| #  | Verein                        | Gold | Silber | Bronze |
| -- | ----------------------------- | ---- | ------ | ------ |
| 1  | Sogipa Porto Alegre           | 12   | 8      | 0      |
| 2  | Novo Hamburgo                 | 4    | 1      | 0      |
| 3  | TSV Hagen 1860                | 3    | 2      | 0      |
| 4  | FBC ASKÖ Linz-Urfahr          | 2    | 2      | 0      |
| 4  | TSV Pfungstadt                | 2    | 2      | 0      |
| 6  | Union Schick Freistadt        | 1    | 2      | 0      |
| 6  | TH Hannover                   | 1    | 2      | 0      |
| 8  | FG Grieskirchen/Pötting       | 1    | 1      | 0      |
| 8  | Faustball Widnau              | 1    | 1      | 0      |
| 10 | TSV Bayer 04 Leverkusen       | 1    | 0      | 0      |
| 10 | Wacker Burghausen             | 1    | 0      | 0      |
| 12 | C.C.A.A. Rosario              | 0    | 2      | 0      |
| 13 | Clube Duque de Caxis          | 0    | 1      | 0      |
| 13 | TV Neusiedl/Zaya              | 0    | 1      | 0      |
| 13 | STV Full-Reuenthal            | 0    | 1      | 0      |
| 13 | TV Eibach 03 Nürnberg         | 0    | 1      | 0      |
| 13 | Clube Merces                  | 0    | 1      | 0      |
| 18 | SK Windhoek                   | 0    | 0      | 9      |
| 19 | South Melbourne Fistball Club | 0    | 0      | 1      |

## Faustball-Weltcup der Frauen
| #   | Jahr | Ort                      | Gold                     | Silber                   | Bronze      |
| --- | ---- | ------------------------ | ------------------------ | ------------------------ | ----------- |
| 1.  | 1997 | Hannover, Deutschland    | TV Jahn Schneverdingen   | Sogipa Porto Alegre      |             |
| 2.  | 1998 | Porto Alegre, Brasilien  | Tel-Post SG Köln         | Sogipa Porto Alegre      |             |
| 3.  | 1999 | Köln, Deutschland        | Tel-Post SG Köln         | Sogipa Porto Alegre      |             |
| 4.  | 2000 | Windhoek, Namibia        | Blumenthaler TV          | Punta Chica Buenos Aires |             |
| 5.  | 2001 | Porto Alegre, Brasilien  | TV Voerde                | Sogipa Porto Alegre      |             |
| 6.  | 2002 | Windhoek, Namibia        | TV Jahn Schneverdingen   | Sogipa Porto Alegre      | SK Windhoek |
| 7.  | 2003 | Zwettl, Österreich       | Union Zwettl             | Sogipa Porto Alegre      |             |
| 8.  | 2004 | Porto Alegre, Brasilien  | Ahlhorner SV             | Sogipa Porto Alegre      |             |
| 9.  | 2005 | Windhoek, Namibia        | Sogipa Porto Alegre      | TV Voerde                | SK Windhoek |
| 10. | 2006 | Ahlhorn, Deutschland     | Ahlhorner SV             | Duque de Caxias Curitiba | SK Windhoek |
| 11. | 2007 | Curitiba, Brasilien      | Duque de Caxias Curitiba | TV Jahn Schneverdingen   |             |
| 12. | 2008 | Grieskirchen, Österreich | Sogipa Porto Alegre      | Ahlhorner SV             |             |
| 13. | 2009 | Curitiba, Brasilien      | Duque de Caxias Curitiba | Ahlhorner SV             |             |
| 14. | 2010 | Windhoek, Namibia        | Union Arnreit            | Duque de Caxias Curitiba |             |
| 15. | 2011 | Freistadt, Österreich    | Union Arnreit            | Duque de Caxias Curitiba |             |
| 16. | 2012 | Rosario, Argentinien     | Union Arnreit            | CCAA Rosario             |             |
| 17. | 2013 | Curitiba, Brasilien      | Duque de Caxias Curitiba | Ahlhorner SV             |             |
| 18. | 2014 | Arnreit, Österreich      | Union Arnreit            | Duque de Caxias Curitiba |             |
| 19. | 2015 | Curitiba, Brasilien      | Duque de Caxias Curitiba | Union Arnreit            |             |
| 20. | 2016 | Dennach, Deutschland     | Duque de Caxias Curitiba | TSV Dennach              |             |
| 21. | 2017 | Curitiba, Brasilien      | Duque de Caxias Curitiba | TSV Dennach              |             |

### Gesamtmedaillenspiegel der Frauen
| #  | Verein                   | Gold | Silber | Bronze |
| -- | ------------------------ | ---- | ------ | ------ |
| 1  | Duque de Caxias Curitiba | 6    | 4      | 0      |
| 2  | Union Arnreit            | 4    | 1      | 0      |
| 3  | Sogipa Porto Alegre      | 2    | 7      | 0      |
| 4  | Ahlhorner SV             | 2    | 3      | 0      |
| 5  | TV Jahn Schneverdingen   | 2    | 1      | 0      |
| 6  | Tel-Post SG Köln         | 2    | 0      | 0      |
| 7  | TV Voerde                | 1    | 1      | 0      |
| 8  | Union Zwettl             | 1    | 0      | 0      |
| 8  | Blumenthaler TV          | 1    | 0      | 0      |
| 10 | TSV Dennach              | 0    | 2      | 0      |
| 11 | Punta Chica Buenos Aires | 0    | 1      | 0      |
| 11 | CCAA Rosario             | 0    | 1      | 0      |
| 13 | SK Windhoek              | 0    | 0      | 3      |